# Черногорцы
Черного́рцы (черног. Црногорци/Crnogorci) — южнославянский народ, основное население Черногории (280 тыс. человек); в Сербии — 69 тыс. человек (2002). Живут также в Италии, Аргентине и Албании. Общая численность 433 тыс. Говорят на иекавском варианте новоштокавского диалекта сербскохорватского языка (сербского языка). С обретением Черногорией независимости идёт кодификация отдельного черногорского языка. Верующие — в основном православные, прихожане Сербской православной церкви, в меньшинстве встречаются католики и часть мусульман (суннитов).

## История

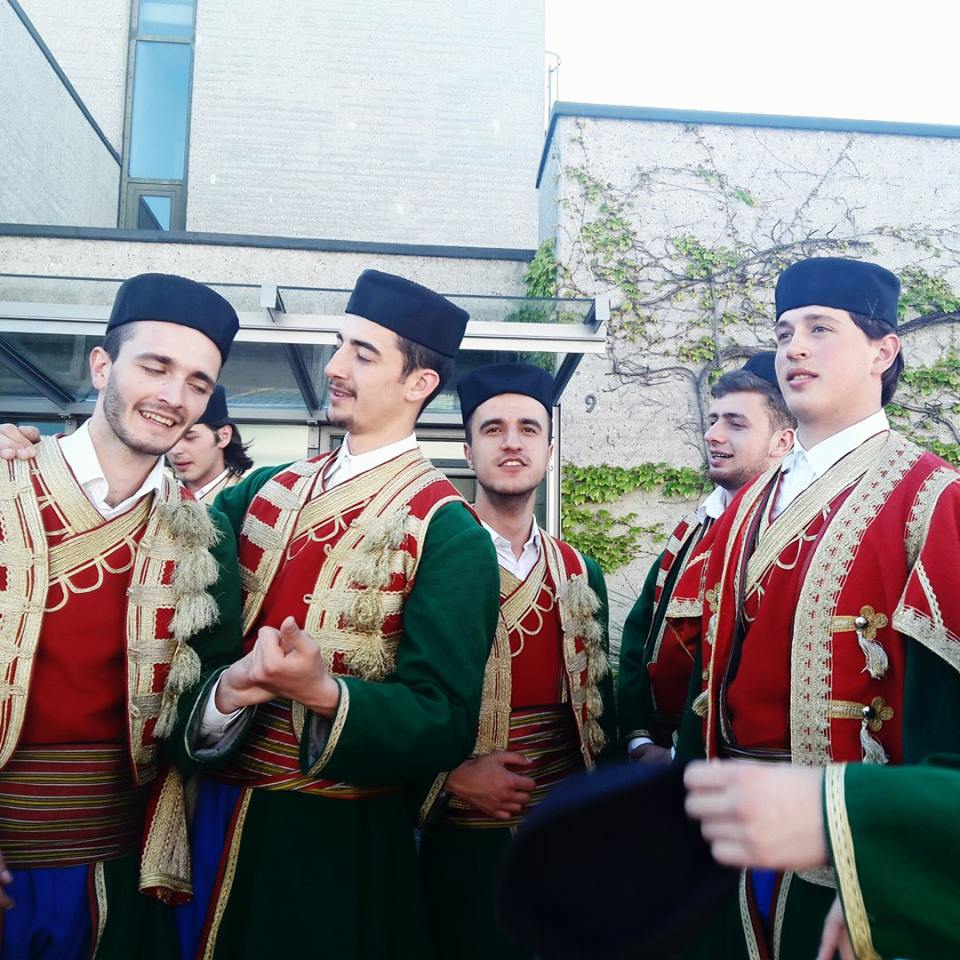
Участники фольклорного ансамбля «Рожаје» (из одноимённого города) в черногорских народных костюмах

История и этногенез черногорского народа начинается с переселения славян на Балканский полуостров в VI-VII веках, ассимилировавших местное население, частично вытеснив на запад. Государственность начала складываться довольно рано. Так, занявшие адриатическое побережье племена травунян и дуклян уже в IX в. основывают собственные государственные образования, соответственно получившие названия Травуния и Дукля. На протяжении Средневековья государства на территории современной Черногории то были независимыми, то находились под контролем Сербии, Византии, Венеции и Болгарии. В 1356 году в результате постепенного распада Сербо-Греческого царства независимость получает Зета — историческая область, названная по одноимённой реке и располагавшаяся на территории современной Черногории. Собственно, сам топоним «Черногория» (от лат. Montenegro) начинает применяться в современном значении, начиная с XV века.
С 1499 года Черногория была включена в состав Османской империи, но де-факто она так и не покорилась туркам. Ожесточённая борьба против османов, с XVIII века поддерживаемая Россией, привела к фактической независимости в 1796 г. (после победы черногорского войска над османской армией в битве при Крусах). Одной из характерных особенностей политики черногорского государства того периода была фактически теократический характер власти: верховным правителем (владыкой) был черногорский митрополит, с 1697 года эту должность занимали представители династии Петровичей (Негошей). После смерти владыки Петра II в 1851 г. его племянник, Данило становится князем Черногории и её первым светским правителем.
Именно после обретения независимости начинает складываться современная национальная идентичность черногорского народа.
Новый всплеск роста национальной идентичности у черногорцев возник после распада Югославии в 1990-х годах. В частности, как уже упоминалось выше, с этого периода начинается кодификация черногорского литературного языка. Тем не менее, сторонники черногорской идентичности всё ещё конфликтуют с унионистами, считающими черногорский народ и язык частью единого сербского.

## Культура
Традиционная черногорская культура типична для народов Юго-Восточной Европы и Балканского полуострова. Однако наиболее она близка традиционной культуре области Герцеговина. В ЭСБЕ утверждается, что «по происхождению большая часть населения нынешней (на тот момент) Черногории — герцеговинцы».

### Общественный строй
У черногорцев долго сохранялось деление на племена (катуняне, цермничане, кучи, васоевичи и другие), которые достаточно резко отличались одни от других в языке, выговоре, ударении, манерах, одежде и характере. То же самое, но в меньших размерах, заметно было и в принадлежащих к одному племени меньших племенных группах: среди катунян, например, выделялись своеобразностями негуши, озриничи, цуцы, цекличи и белицы. В силу традиции члены одного племени считались как бы родственниками и до конца XIX века не могли заключать между собой браков. Общность происхождения входящих в состав племени семей выражалась также в праздновании памяти одного святого, как патрона всего племени, в неотчуждаемости входящей в границы племени земли и вообще недвижимого имущества.

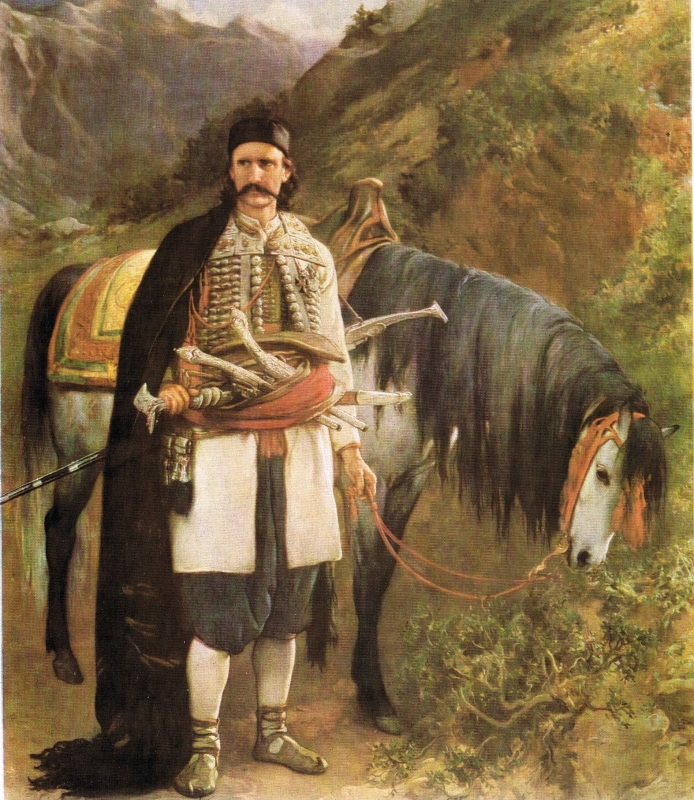
«Черногорский вождь с конём» («Черногорский главарь (командир)»), полотно Ярослава Чермака, 1865 г.

Племя делилось на братства, то есть, как бы тоже племена, но в меньшем объёме и могущие почти с исторической точностью объяснить своё начало и своего предка, от которого каждое из них ведет свой род и своё патронимическое прозвище. Таковы братства Петровичей, Радоничей, Богдановичей и Лучичей в Негушах, в Цетинье — Мартиновичи, Иванишевичи, Шпадиеры, Ивановичи. В братстве различались роды, отличающиеся от братств только тем, что братство должно насчитывать несколько поколений и потому имеет больше членов, а род моложе возрастом и имеет меньше членов; но обе единицы основаны на кровном родстве членов. Наконец, род делился на семьи (черног. породица, фамеља) или дома (черног. кућа). Как каждое племя имело свои определённые границы, так и каждому братству принадлежали определённые земли, которые, в свою очередь, были распределены между родами и семьями.
Главным лицом в племени был воевода (главарь, черног. воjвода), бывший прежде всего военачальником, и потому им мог сделаться только человек, известный военными доблестями. Хотя нередко воеводы того или другого племени и выходили из одного какого-нибудь рода или дома, но не было определённой преемственности; всегда требовалось избрание или, по крайней мере, утверждение народа, который иногда даже устранял старого воеводу и ставил на его место нового. Но воевод имели только наиболее сильные племена, другие же им подчинялись в военное время. Ниже стояли сердари, на обязанности которых лежало чинить суд и расправу в более узком кругу, где не было своих воевод, хотя сердари встречаются и при воеводах. Хотя сердари действовали на мирном положении, но должны были принимать участие и в военных делах, так как иначе они не пользовались бы никаким авторитетом у народа. За сердарями следовали кнезы, князья, как старшины села или братства. Их значение ограничивалось небольшой общиной, к которой они принадлежали по рождению, но зато в этой общине кнез самое влиятельное лицо: село или братство никогда никого (даже воевод и сердарей) так не слушалось, как своего кнеза.

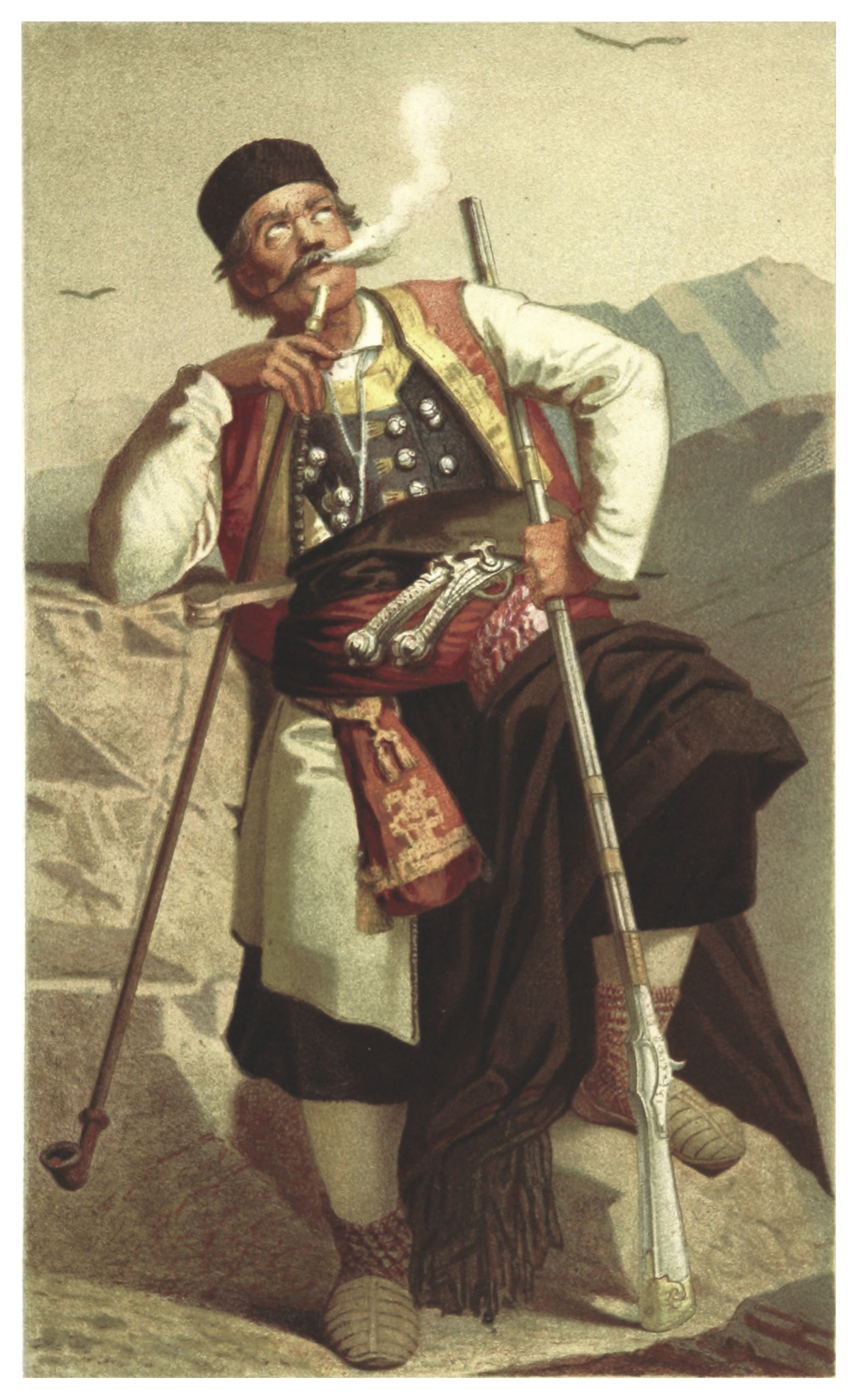
Черногорец, иллюстрация к книге «Die Serben an der Adria. Ihre Typen und Trachten.» Луиса Сальватора (1870 г.)

В основе всего родового и племенного устройства была семья (черног. фамеља, породица), отождествляемая у черногорцев с домом (черног. кућа). Во главе семьи стоял старший по рождению (отец, дед, прадед) хозяин дома (черног. домаћин, кућевни старjeшина), являющийся не только главарем семьи, но и её представителем в общественных делах, на сборах братства или племени, ответственным лицом за свой дом во всём. Отцу или старшему в семье мужчине — домачину — принадлежала власть, главенство и представительство, но главной пружиной в домашнем механизме являлась домачица: она заведовала домашним порядком, распоряжалась дочерьми, снохами и малыми детьми, вела всё хозяйство, и от её ума и уменья зависело и благосостояние дома, и порядок, и даже нравственность семьи.
В 6—8 лет мальчик получал штаны и опоясывается длинным поясом, что означало вступление его в отроческий возраст; в 12—14 лет получал оружие и делался взрослым и воином. Когда черногорцы ходили за добычей в пределы соседей — врагов (черног. четовали), вместе с отцами или другими воинами отправлялись в четованье и подростки 14—16 лет, а в 18 лет всякий уже был обязан быть на четованье: иначе он был бы последним человеком, и ни одна черногорская девушка не пошла бы за него замуж.
Девочек с малых лет приучали к работе, чтобы им потом не было тяжело в чужой семье. Девушка должна была сама себе приготовить приданое (черног. дјевојачка скриња).
У черногорцев существовал известный и у соседей-албанцев обычай т. н. «клятвенных девственниц», также называвшихся вирджинами (черног. вирџина, мушкобања). По нему девочка или девушка в результате обстоятельств (например, гибели старшего мужчины в семье при несовершеннолетних сыновьях) добровольно отказывалась от замужества, давая клятву безбрачия, начинала носить мужскую одежду и вести мужской образ жизни. Последняя задокументированная черногорская вирджина, Станка Церович, скончалась в 2016 году. Следующие данному обычаю женщины до сих пор живут в Албании.

### Кухня
В основном черногорская кухня сложилась из средиземноморской под незначительным влиянием турецкой.
Черногорская кухня характерна наличием большого количества мяса и морепродуктов. Её символом является пршут — вяленый в специальных коптильнях свиной или говяжий окорок, который нарезают тончайшими ломтиками. Его ближайшим «родственником» является прошутто — блюдо итальянской кухни. Супы в черногорской кухне двух типов — супа, прозрачные бульоны; и чорбы — густые похлёбки. Среди салатов популярным является т. н. шопский салат, состоящий из крупно нарезанные огурцов, помидоров, болгарского перца и лука, посыпанных сыром. Также излюбленным блюдом являются буреки — разновидность кебаба, они продаются в пекарнях, чаще всего в слоёное тесто кладут творожный сыр или немного мяса для аромата.
Как и у других балканских народов, среди черногорцев большее распространение имеет кофе, нежели чай.

### Одежда

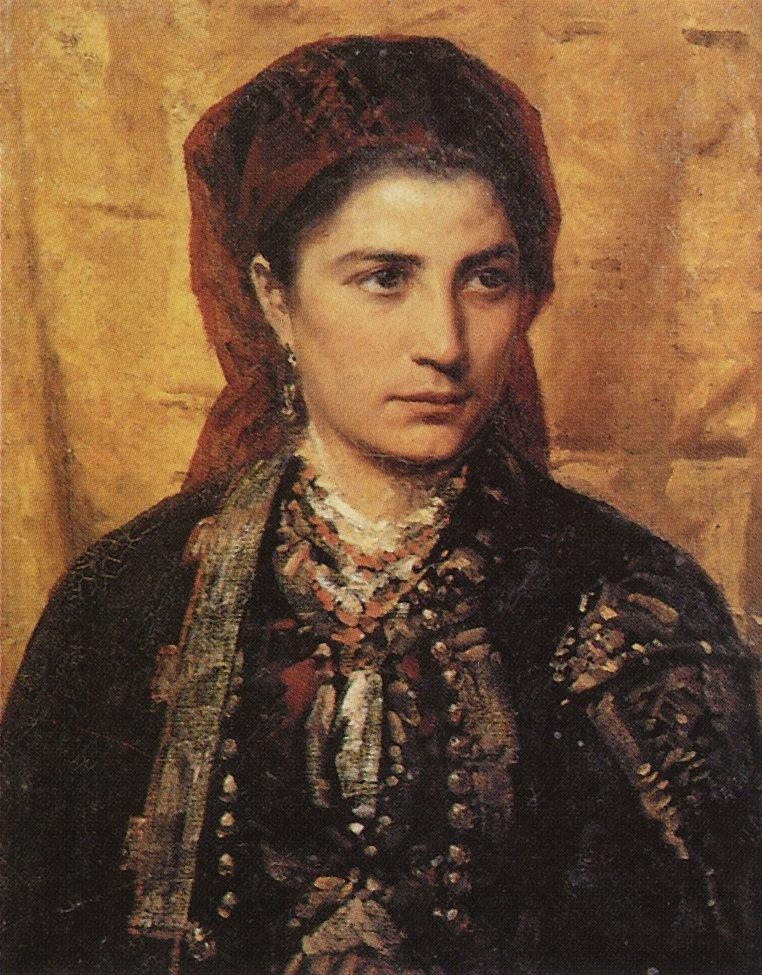
Черногорка, Василий Поленов, 1874

Главной особенностью черногорского народного костюма является двуслойность.
Мужская одежда состояла из белой рубахи, заправлявшейся в синие шаровары до колен (черног. димије), опоясанных широким шёлковым поясом, гетр (черног. докољенице), жилетов-безрукавок (черног. јелек, џамадан, последний мог быть также и с рукавами), душанки (черног. душанка) — куртки с откидными рукавами, и длинных суконных кафтанов (черног. долама), (черног. гуњ). Женщины носили длинную туникообразную белую рубаху, поверх неё — юбку (черног. сукња, раша), опоясанную поясом филигранной работы из серебра, часто с позолотой (черног. ћемер), передник (черног. прегача), суконный или бархатный жакет (черног. јакета), по праздникам — шитый золотом жилет с короткими рукавами (черног. долактица) и длинное распашное платье из белого сукна и без рукавов, украшенное на углах и по краям (черног. корет). Зимой оба пола носили струку (черног. струка) — длинный плащ с капюшоном, который помимо своей основной функции — защиты от осадков мог служить в качестве одеяла-пледа. Головным убором служила капа — круглая фетровая шапочка с чёрным околышем и красной тульёй, вышитой золотыми нитями; мужчины также носили меховые шапки, украшенные перьями, а замужние женщины надевали поверх кос чёрную шёлковую вуаль (черног. вел). Обувью служили опанки — кожаные башмаки, надеваемые на носки (черног. чарапе), у мужчин — также сапоги, зимой пастухи и охотники носили деревянные снегоступы (черног. крпље). Схожие костюмы носило население приграничных областей Сербии, Герцеговины (юго-восток современной Боснии и Герцеговины) и хорватской Далмации.
Региональные различия в собственно черногорском народном костюме незначительные. Так, в одежде барян, жителей города Бар в конце XIX века преобладала чёрно-красная цветовая гамма, как и в почти всех контролировавшихся Османской империей городах того периода. К примеру, мужской костюм мог состоять из красной куртки с узкими рукавами, обшитую чёрным гайтаном, и елека аналогичного цвета. Мусульмане часто носили красные или малиновые шаровары с широким шагом и сужавшиеся ниже колен. В женском же костюме, напротив, преобладал белый цвет, лишь юбка могла быть пёстрой. Барянки, в независимости от национальности и вероисповедания (и в отличие от черногорок-селянок), носили широкие шаровары, с завязками на щиколотках, которые опоясывались кушаком ниже талии. Девушки-барянки заплетали волосы в косы и обвивали их вокруг головы, замужние женщины подстригались спереди и спускали получившуюся чёлку на лоб, по бокам подстригались длинные пряди, спускавшиеся у висков, остальные волосы на голове собирались и скрывались под повязками. Такие причёски были позаимствованы черногорками у арнауток. Волосы красились в чёрный цвет, надо лбом присутствовали украшения из монет. На голове барянки носили белые распущенные платы, а на плечи накидывали цветную шаль. Примерно такую же одежду иногда носили девочки лет десяти-двенадцати. Мусульманки на улице носили паранджу. Обувью служили башмаки, например, красного цвета и остроносые. В целом на моду контролировавшихся турками черногорских городов влияла одежда Шкодера.
В сёлах неподалёку носили узкую одежду: куртку и штаны из белого домотканого сукна, расшитый чёрными шнурами, на голове носили белую валяную феску, тюлаф, а впоследствии — капу. Это явственно говорит на влияние со стороны одежды албанцев.
Народный костюм вышел из употребления в конце XX века, но и по сию пору он носится по праздникам, особенно на свадьбах. Некоторые его элементы, например, капы, сохраняются и сейчас.

### Жилище

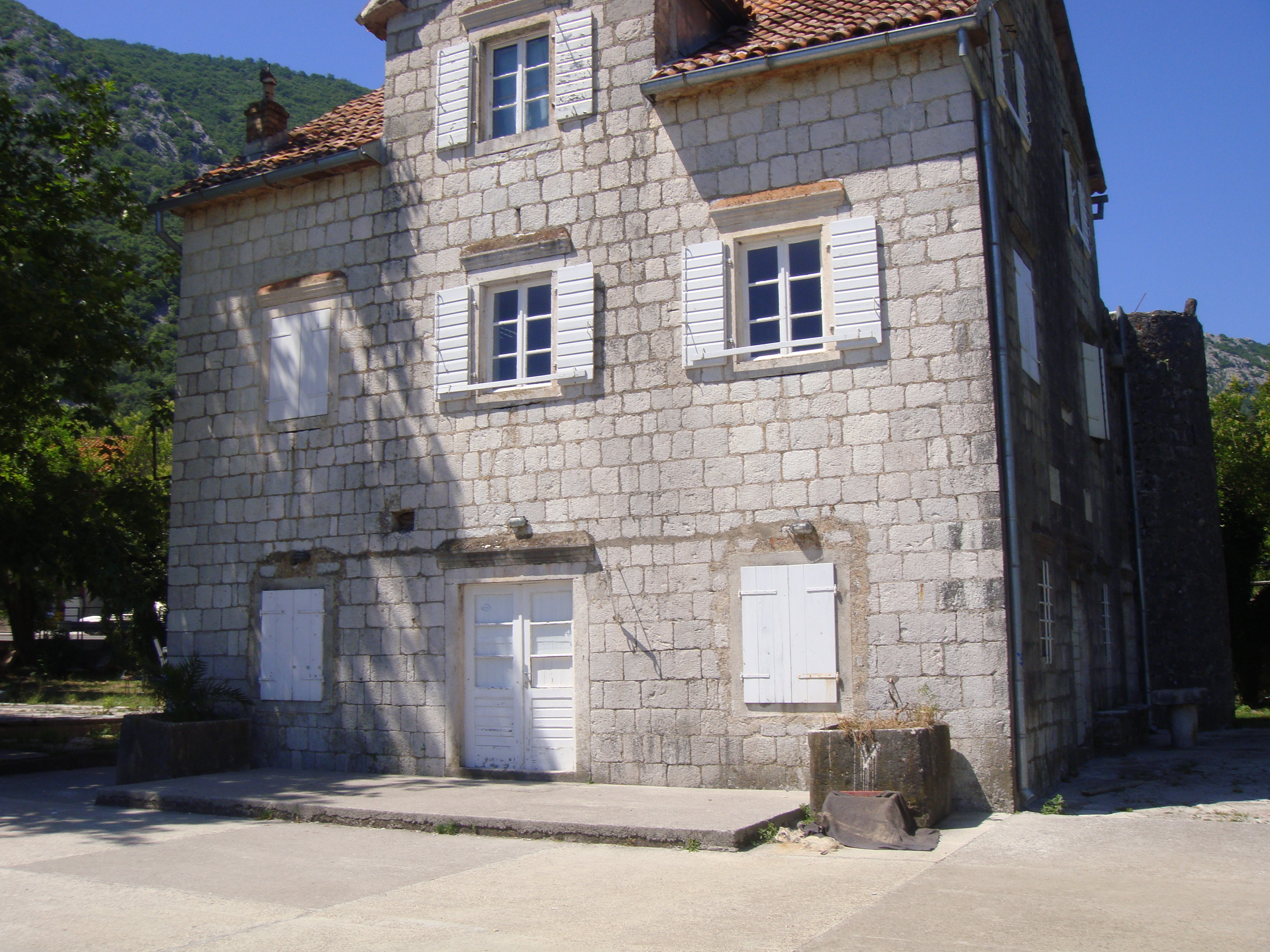
Дом в селе Доньи-Моринь в Боке Которской

Традиционные поселения имеют разбросанную планировку.
Основной строительный материал в горных районах и на побережье Адриатики — камень. Дома возводились как и из обтёсанного, так и из необтёсанного камня, стены складывались как и методом сухой кладки (ещё в начале XX века в Черногории в таких домах жили бедняки), так и скреплялись известковым раствором. В богатых лесом районах (в основном на северо-востоке Черногории) строили брвнары (черног. брвнара) — срубные дома на каменном фундаменте, двухкамерные: состояли из отапливаемой комнаты (черног. кућа) с открытым очагом (черног. огњиште) и горницы (черног. соба). Также брвнары строились и у сербов, хорватов и бошняков-мусульман. Горские и прибрежные дома — двухэтажные, средиземноморского типа. На первом этаже располагались хозяйственные помещения (такие, как хлев (черног. коноба) или кладовая), на втором — жилые. Также могли строиться одно-, трёх- и четырёхэтажные дома. Весьма характерно наличие террас и колонн, особенно для домов богачей. Крыши каменных домов покрывались каменными плитами или соломой, в горных районах — также дранкой; у домов зажиточных людей были черепичные крыши. Крыши брвнар покрывались соломой, впоследствии дранкой и досками. Крыши горных жилищ очень крутые и четырёхскатные, каменных прибрежных домов — пологие и двухскатные.
Также существовали жилища башенного типа — кулы (черног. куле), также известные у албанцев (а типологически жилые башни — также и на Кавказе, например, у осетин).

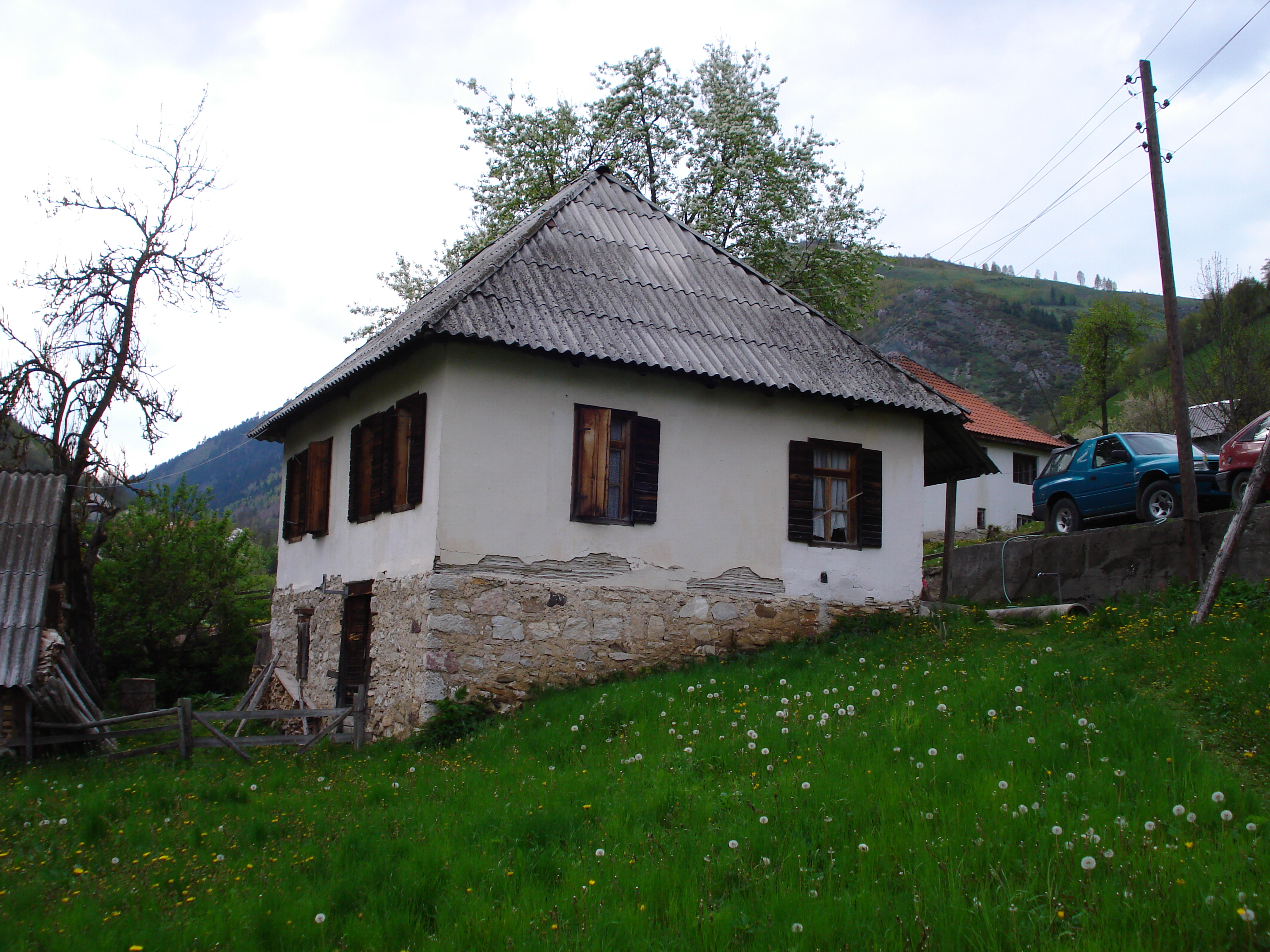
Традиционное жилище в горной местности

Были известны черногорцам и примитивные однокамерные жилища, к XIX-XX векам представлявшие собой чаще всего времянки для пастухов, хотя ранее бывшие также жилищем бедняков. Примером может послужить бунья (черног. буња) — круглое в плане сооружение, построенное сухой кладкой, и с небольшим четырёхугольным окном и дверью. Подобные жилища были известны по всему Средиземноморью. Также из временных жилищ черногорские пастухи жили в шалашах (черног. савардак, дубирог), построенных из веток и соломы.
Куча, являясь отапливаемым помещением, служила и спальней, и кухней, и столовой, там хозяин и его семья проводили в доме большую часть времени.
Внутреннее убранство традиционного черногорского жилища — очень скромное. Одними из немногочисленных предметов мебели служили деревянные сиденья-треножники, украшавшиеся резьбой — табуреты (черног. столица) и стулья со спинкой (черног. столовача). Одежду хранили в сундуках и вывешивали на стенах. Кухонную утварь хранили на деревянных полках или нишах в стенах. В старину спали вокруг очага прямо на полу, впоследствии для сна стали сооружать лежанки наподобие топчана. Кровати в черногорских домах появились только в XX веке. Но даже тогда, наряду с городской мебелью продолжала употребляться и традиционная.
Двор традиционного черногорского жилища делится на чистую и грязную части (последняя предназначена для скота). Хозяйственных построек мало. Во дворе стояли стойла для скота (черног. појата), сарай для хранения кукурузы (черног. кош). Зажиточные крестьяне также строили во дворах гумно (помещение для обмолота зерня), иногда вымощенное каменными плитами, а в маловодных районах — цистерны для воды. И гумно, и цистерна находились в общей собственности нескольких хозяйств, ими пользовались сообща. С середины XX века во дворах появились летние кухни.

### Утварь
Традиционная посуда черногорцев изготовляется из самых разнообразных материалов. Мусульмане пользовались чаще всего медной посудой. В горах ещё в XX веке была распространена самодельная деревянная посуда, в то время как в приморских и соседних с ними районах уже распространилась покупная эмалированная посуда.

### Музыка
Музыкальный фольклор черногорцев тесно связан с таковым у других южнославянских народов. Сохранились архаичные песни, например, эпические юнацкие — повествующие о подвигах богатырей-юнаков и исполняемые под аккомпанемент гусле — однострунного смычкового инструмента. Также присутствуют лирические и обрядовые, включая женские плачи (черног. тужбалице). Из музыкальных инструментов, помимо гусле, также распространены волынка (черног. гајде, дипле) и двойная свирель (черног. двојенице).
Самый распространённый танец — оро, известный у сербов, хорватов и бошняков под названием «коло».